# Lacháza
Lacháza (horvátul: Vladislavci) falu és község Horvátországban, Eszék-Baranya megyében. Közigazgatásilag Dobsza és Haraszti falvak tartoznak hozzá.

## Fekvése
Eszéktől légvonalban 13, közúton 21 km-re délnyugatra, Szlavónia keleti részén, a Szlavóniai-síkságon, az Eszékről Diakovárra menő úttól keletre, az Eszék-Slavonski Samac vasútvonal mentén fekszik.

## Története
Ez a terület már a római korban is lakott volt, ezt igazolják a vasútállomástól 200 méterre délkeletre előkerült ókori leletek. A község területe a 18. század végéig mocsaras terület volt. Kisebb telepek csak a kiemelkedő részeken voltak, ahol a szántóföldi művelés egyáltalán lehetséges volt. Ez a helyzet akkor változott meg, amikor Adamovich Kapisztrán János báró 1765-ben ide érkezett. Az Adamovich birtokok Csepin, Tenye, Erdőd és Almás közötti övezetben feküdtek. A báró képzett gazdálkodóként rögtön hozzálátott a mocsaras terület lecsapolásához. Csatornákat ásatott a Vuka (Valkó), a Dráva és a Duna irányába, új növényi kultúrákat, lent, kendert és dohányt honosított meg és megteremtette a feltételeket új települések alapításához.
Lacháza története 1836-ban kezdődött a Kórógyvár-Bobota csatorna építésével, mely lehetővé tette a Palacsa-mocsár ezen részének a lecsapolását. Az így nyert termőföldre az Adamovich család katolikus magyar telepeseket hívott, akik az újonnan alapított kenderfeldolgozó üzemben kezdtek dolgozni. Mivel házaik építése csak két év múlva, 1838-ban fejeződött be átmenetileg fakunyhókban laktak. Csakhamar vita keletkezett a szomszédos Dobsza lakóival a földek hovatartozása miatt, mely a lacháziak javára dőlt el. A település alapításakor a legközelebbi plébánia a szemelcei volt, így kezdetben ide tartoztak. 1845-ben megalapították a csepini plébániát. Mivel ez sokkal közelebb volt a telepesen kifejezték azon kérésüket, hogy Csepinhez tartozzanak. Végül a kérdést úgy oldották meg, hogy a falu formailag a szemelcei plébánia része maradt, gyakorlatilag azonban Csepinhez tartozott. A falu 1902 és 1905 között élte aranykorát, amikor itt nyílt meg Szlavónia legmodernebb kendergyára, majd tejüzem is létesült és megépült a Csepin felé menő út. Ekkor születtek meg az új templom tervei, megkezdődött az új iskola építése, végül pedig megépült a falu átmenő Eszék-Diakovár vasútvonal, melynek itt épült meg egyik állomása.
1857-ben 333, 1910-ben 734 lakosa volt. Verőce vármegye Eszéki járásának része volt. Az 1910-es népszámlálás adatai szerint lakosságának 82%-a magyar, 9%-a horvát, 7%-a német anyanyelvű volt. Az első világháború után 1918-ban az új szerb-horvát-szlovén állam, majd később (1929-ben) Jugoszlávia része lett. Az első világháború megakasztotta a gazdasági fejlődést. Félbemaradt a templom építése is. A két világháború között a falu fejlődése lassú ütemben haladt. A második világháború eseményei miatt lényegesen megváltozott a népesség nemzetiségi összetétele, amely főként a zsidó és a német kisebbségek eltűnésében nyilvánult meg. Az elhagyott házakba Zagorje és Dalmácia területéről a termékenyebb föld reményében új, többnyire horvát lakosok érkeztek, akik a földosztás során is kaptak földeket. A népesség megváltozását a magyar lakosság erőteljes és gyors, de nem erőszakos asszimilációja követte.
A következő évtized a háborús veszteségek helyrehozatalának jegyében telt, melyet lassú gazdasági fejlődés követett, mely az 1980-as évekig tartott. A falu 1991-től a független Horvátországhoz tartozik. 1991-ben lakosságának 81%-a horvát, 7%-a magyar, 4%-a jugoszláv, 3%-a szerb nemzetiségű volt. A délszláv háború a falu történetének talán legnagyobb megpróbáltatásait hozta a lakosságra. A szerb erők támadása miatt a polgári lakosság már 1991 nyarán menekülésre kényszerült, de az itt maradt férfilakosság a horvát védelmi erőkkel kiegészülve sikeresen megvédte a falut a szerb támadásokkal szemben. A falu fejlődésének új szakaszát a háborús károk helyrehozatala és az újjáépítés jelentette. 1994-ben megalapították a lacházi plébániát, 1997-ben pedig létrejött az önálló Lacháza község. 2011-ben a falunak 1073, a községnek összesen 1882 lakosa volt. Ma hosszú távon a legsúlyosabb problémát a népesség nagymértékű csökkenése és a falu gazdasági jelentőségét növelő, egykor nagyon sikeres ipari vállalkozások csökkenése jelenti.

## Lakossága
A betelepült magyar lakosság meglehetősen egyrétegű volt, kizárólag földművesek alkották. Nem volt sem értelmiségük, sem felépített intézményrendszerük. A horvát hatalom és a lakosság nem szívesen fogadta érkezésüket és állandó nyomás alatt tartották őket, ami ellen gyakorlatilag védtelenek voltak. A beolvadást azt is elősegítette, hogy Lacháza magyarjai – a környező református településektől eltérően – zömében katolikusok voltak. Az utolsó magyar többséget jegyző népszámlálás 1961-ben volt, akkor a faluban 969 lakost írtak össze, akik közül 525 fő (54,2%) vallotta magát magyarnak. Utána a magyarok lélekszámának csökkenése látványosan felgyorsult. Az 1991-es népszámlálás az 1318 főre duzzasztott népességen belül már csak 87 magyart talált (6,6%).
| Lakosság változása | Lakosság változása | Lakosság változása | Lakosság változása | Lakosság változása | Lakosság változása | Lakosság változása | Lakosság változása | Lakosság változása | Lakosság változása | Lakosság változása | Lakosság változása | Lakosság változása | Lakosság változása | Lakosság változása | Lakosság változása |
| ------------------ | ------------------ | ------------------ | ------------------ | ------------------ | ------------------ | ------------------ | ------------------ | ------------------ | ------------------ | ------------------ | ------------------ | ------------------ | ------------------ | ------------------ | ------------------ |
| 1857               | 1869               | 1880               | 1890               | 1900               | 1910               | 1921               | 1931               | 1948               | 1953               | 1961               | 1971               | 1981               | 1991               | 2001               | 2011               |
| 333                | 454                | 413                | 616                | 579                | 734                | 683                | 761                | 700                | 864                | 969                | 1.140              | 1.265              | 1.318              | 1.239              | 1.073              |

## Nevezetességei
- Keresztelő Szent János tiszteletére szentelt római katolikus plébániatemploma 1929-re épült fel. A plébániát 1994-ben alapították, Dobsza és Haraszti katolikus hívei tartoznak hozzá. A plébániaház 2001-ben épült. A templomot 2005-ben teljesen felújították.
- A téglagyári körkemence épülete[4] egy kétszintes épület. A földszint egy köríves alagutat képez az egész épületen belül, amelyben téglákat égetnek. A földszint központi része az a kamra, amelybe csatornákon keresztül összegyűjtik az égéskor keletkező füstöt. Mindkét hosszirányú homlokzat 15 íves nyílással van tagolva, míg az oldalhomlokzatokon egy-egy nyílás található.
- A horvát honvédő háborúban elesett katonák emlékműve
- Petőfi Sándor magyar költő emlékműve

## Kultúra
A településen a KUD „Dukat” kulturális és művészeti egyesület működik. Az egyesületet 2005. december 14-én alapították. Célja népszerűsíteni és ápolni Đakovština táncait, dalait és népszokásait. A népviselet szintén a Đakovština körzetéből származik.

## Oktatás
A településen a községi elemi iskola működik. A mai iskolaépület 1978-ban épült. Egykor két területi iskolája volt Dobszán és Harasztiban, melyek az új iskola építésével megszűntek. 1978-ban az iskola 12 osztályában 325 diák tanult. A legutóbbi tanulói létszám 234 volt. Az iskola régen a háborús hős Milica Križan nevét viselte, az 1992/93-as tanévtől a neves horvát gyermek és ifjúsági író, Mato Lovrak nevét vette fel. Az iskola tornateremmel, kézi-, kosár- és röplabdapályával rendelkezik. A helyi óvodába 30 gyermek járt.

## Sport
Az NK LIV Vladislavci labdarúgóklubot 1949-ben alapították.

## Egyesületek
A községben összesen 14 egyesület működik a kultúra, a sport és a rekeráció területén.